# San Pedro Apóstol (Oaxaca)
San Pedro Apóstol es una localidad del estado mexicano de Oaxaca. Es la cabecera del municipio de San Pedro Apóstol y pertenece a la región de los Valles Centrales. Está situado a una distancia de 39 km de la capital del estado, Oaxaca de Juárez y en el año 2010 contaba con una población de 1447 habitantes (INEGI).